# Hideto Kanai
Hideto Kanai (Japans 金井英人, Kani Hideto, prefectuur Tokio, 1931 - 8 april 2011) was een Japanse jazzmusicus die contrabas speelde.

## Biografie
Hideto Kanai begon in 1950 contrabas te spelen, in 1951 sloot hij zich aan bij de groep van Fumio Nanri. Hij was een van de oprichters van het avant-garde-collectief Shinseiki Ongaku Kenkyusyo en was in 1956 een van de medeoprichters (naast bijvoorbeeld Masabumi Kikuchi en Masahiko Togashi) van de Jazz Academy. In 1957/58 maakte hij zijn eerste opnames, o.a. met zangeres Kiyoko Maruyama. In die tijd was hij lid van de all stars-band van het blad Swing Journal en trad hij op met een collectief georganiseerde bigband (Modern Jazz Composer's Corner). Begin jaren 60 speelde hij met Yosuke Yamashita, met gitarist Masayuki Takayanagi en kunstenaar Isamu Kageyama richtte Kanai in 1965 het muziekcollectief (vergelijkbaar met het AACM) New Century Music Research Workshop op.
In 1966 werd hij leider van het Kings Lore Orchestra, hij was dat tot 1974. In 1971 nam Kanai zijn debuutalbum op, een postbop-plaat, opgenomen met o.m. Masamichi Suzuki, Kohsuke Mine, Allan Praskin, Tadayuki Harada en Motohiko Hino. In de jaren 70 werkte hij verder met Toshiyuki Miyama, Shuko Mizuno en Tatsuya Nakamura, en in de groep Tea and Company. In 1978 kwam hij met het album Concierto de Aranjuez (Three Blind Mice, opgenomen met Toshihiko Inoue, Mikinori Fujiwara, Yoshito Ohsawa en Mike Reznikoff), gevolgd door een plaat met Mingus-Tributalbum What. In de jaren 80 en de vroege jaren 90 werkte hij met Tatsuya Nakamura, Yoshiaki Miyanoue, Takayuki Kato en Mikinori Fujiwara. In de jazz speelde hij tussen 1957 en 1991 mee op 27 opnamesessies.